# Navafría
Navafría est une commune de la province de Ségovie dans la communauté autonome de Castille-et-León en Espagne.

## Sites et patrimoine

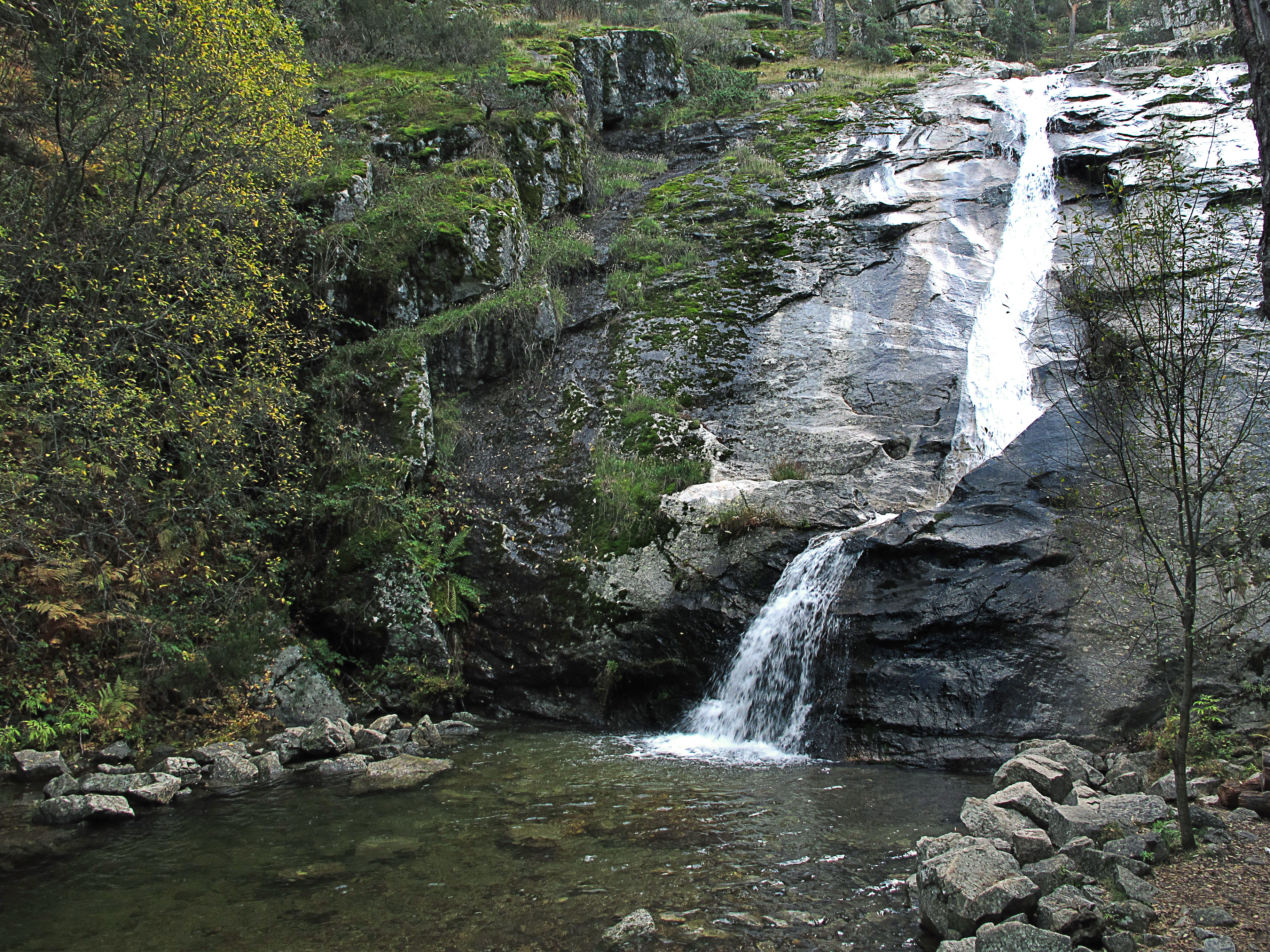
Cascade de Navafría

- Cascade de Navafría (es)